# Angel Maturino Resendez

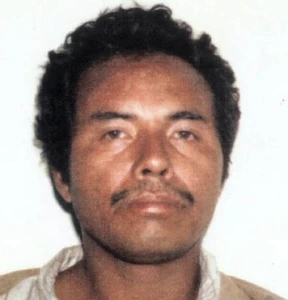
Angel Maturino Resendez

Angel Maturino Resendez (* 1. August 1960 in Izucar de Matomoros, Puebla, Mexiko; † 27. Juni 2006 in Huntsville, Texas) war ein mexikanischer Serienmörder, der als „The Railroad Killer“ bekannt wurde. Er beging insgesamt neun Morde als durch die USA reisender illegaler Einwanderer, wobei ihm weitere sechs Morde zugeschrieben werden.

## Leben
Angel Maturino Resendez wurde am 1. August 1960 in Izucar de Matomoros im mexikanischen Bundesstaat Puebla geboren. Von seinem siebten bis zum zwölften Lebensjahr lebte er bei seinen Großeltern, bevor er zu einem Onkel nach Acapulco zog, wo er zwei Jahre später davonlief und illegal in die USA nach Florida einreiste. Mit 17 Jahren wurde er zum ersten Mal aufgegriffen und nach Mexiko abgeschoben. Von da an begann er eine kriminelle Karriere in den US-Bundesstaaten Michigan, Mississippi, Florida, Kentucky, Louisiana, Missouri, New Mexico, Texas und Georgia. Resendez musste eine 12-jährige Haftstrafe wegen Autodiebstählen, Einbrüchen, Grundstücksverletzungen, Hehlerei, Körperverletzung, illegalen Waffenbesitzes, Sachbeschädigung, Zechprellerei und Tragens einer versteckten Schusswaffe verbüßen. Insgesamt wurde er zwischen 1976 und 1996 achtmal aus den USA ausgewiesen.

## Mordserie

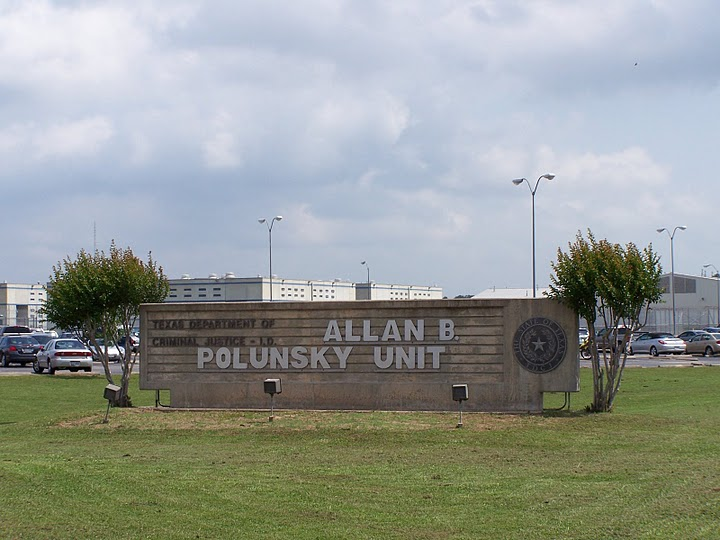
Allan B. Polunsky Unit

Am 23. März 1997 beging Resendez seine ersten Morde. In Ocala erschlug er Jesse Howell mit einem Schlauch. Anschließend vergewaltigte, würgte und erstickte er Wendy von Huben, Howells Freundin. Am 29. August 1997 erschlug er mit einem Stein den 21-jährigen Studenten Christopher Maier in Lexington, Kentucky. Maiers Freundin wurde von ihm vergewaltigt und lebensgefährlich verletzt. 
Am 4. Oktober 1998 drang er in ein Haus in Hughes Spring, Texas, ein und erschlug die 87-jährige Leafie Mason. Am 17. Dezember 1998 brach er in die Wohnung von Claudia Benton (39) in Houston, Texas, ein, vergewaltigte und erschlug sie mit einer Statue. Anschließend fuhr er mit dem Auto seines Opfers nach San Antonio, Texas, wo das Fahrzeug von der Polizei entdeckt wurde. Im Inneren fand man Fingerabdrücke von Angel Resendez, der bereits als illegaler Einwanderer bekannt war. 
Am 2. Mai 1999 erschlug er in einer kleinen Kirche in Weimar, Texas, den 46-jährigen Reverend Norman J. Sirnic und seine 47-jährige Frau Karen mit einem Vorschlaghammer. Mit dem Auto seiner Opfer fuhr er wieder nach San Antonio, wo das Fahrzeug drei Wochen später von der Polizei gefunden wurde. 
Bereits am 4. Juni 1999 erschlug er die 26-jährige Lehrerin Noemi Dominguez in ihrer Wohnung in Houston, Texas. Anschließend flüchtete er mit dem Fahrzeug seines Opfers.

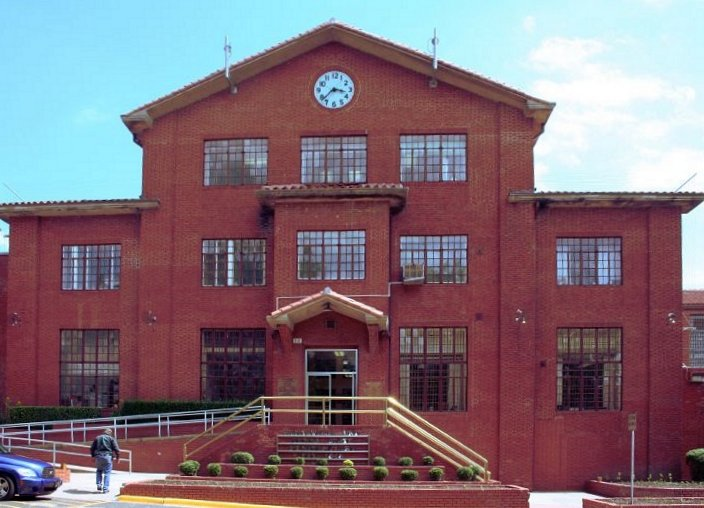
Haupteingangsbereich der Huntsville Unit

Noch am selben Tag erschlug er die 73-jährige Josephine Konvicka in ihrem Haus in Fayette County, Texas. Elf Tage später tötete er den 80-jährigen George Morber in seinem Wohnwagen in Gorham, Illinois, durch einen Kopfschuss mit einer Schrotflinte. Dessen ebenfalls anwesende 52-jährige Tochter Carolyn Frederick erschlug er. All diese Morde ereigneten sich in unmittelbarer Nähe zu Eisenbahnschienen, weshalb er schon bald als der „Railroad Killer“ bekannt wurde. Am 21. Juni 1999 kam er auf die Liste der zehn meistgesuchten Verbrecher des FBI (FBI Ten Most Wanted Fugitives). Auch wurde eine Belohnung von 125.000 $ für Hinweise ausgesetzt, die zu seiner Ergreifung führten. Er wurde außerdem verdächtigt, noch für 6 bis 15 weitere, ähnliche Morde in der Nähe von Eisenbahnstrecken verantwortlich zu sein.

## Verhaftung und Hinrichtung
Dem Texas Ranger Drew Carter gelang es inzwischen, eine Schwester von Resendez ausfindig zu machen, die in den Vereinigten Staaten lebte. Mit Hilfe dieser und eines Geistlichen konnte der sich inzwischen in Mexiko befindliche Resendez überredet werden, sich zu stellen. Am 13. Juli 1999 ergab er sich auf einer Brücke, die Ciudad Juárez, Mexiko, mit El Paso in den Vereinigten Staaten verbindet. Er gab an, dass er nicht an den Tod glaube und dass er sich bei den Morden wie ein Engel Gottes gefühlt habe. Er wurde am 17. Mai 2000 zum Tode verurteilt und am 27. Juni 2006 in der Huntsville Unit mit der Giftspritze hingerichtet.